# Botanophila moriens
Botanophila moriens är en tvåvingeart som först beskrevs av Zetterstedt 1845.  Botanophila moriens ingår i släktet Botanophila och familjen blomsterflugor. Arten är reproducerande i Sverige. Inga underarter finns listade i Catalogue of Life.